# أزارقة
الأزارقة فرقة من فرق الخوارج، سميت باسم زعيمها نافع بن الأزرق.
ذكر صاحب كشاف اصطلاحات الفنون أن الأزارقة قالوا «كَفَرَ علي بالتحكيم وابن ملجم محق في قتله.»
وكانت ثورة الأزارقة - بالبصرة وما حولها - أهم أسباب اضعاف الدولة الأموية، وقد أفضت إلى دخول الجند خراسانيين إليها وسقوطها في يد العباسيين.

## عقائدهم
يرى الخوارج أن الله يمكن أن يبعث نبياً يعلم أنه سيكفر بعد نبوته، ويعتقدون أن الأنبياء يمكن أن يرتكبوا جميع الذنوب الكبائر والصغائر